# Hajib
Hājib è il termine con cui gli Omayyadi di Siria o di al-Andalus chiamarono i loro "ciambellani" o "maggiordomi" cui califfi ed emiri delegarono l'ufficio di sovraintendere all'andamento regolare del Palazzo (udienze pubbliche e private, andamento logistico, difesa personale del califfo o dell'emiro, sorveglianza dei laboratori di Stato, o tiraz).
In età abbaside al hājib si sostituì il vizir, datato di maggiori deleghe, fra cui quella di condurre in guerra le forze armate califfali, di amministrare la giustizia e di coordinare l'intera amministrazione (dīwān). In al-Andalus, tuttavia, l'ampliamento dei poteri non comportò il mutamento del nome e quindi vizir e hājib furono perfetti equivalenti, l'uno in contesto abbaside, l'altro in contesto omayyade spagnolo.
In ambiente fatimide l'equivalente era il wāsiṭa.